# Deutsche Investitions- und Entwicklungsgesellschaft

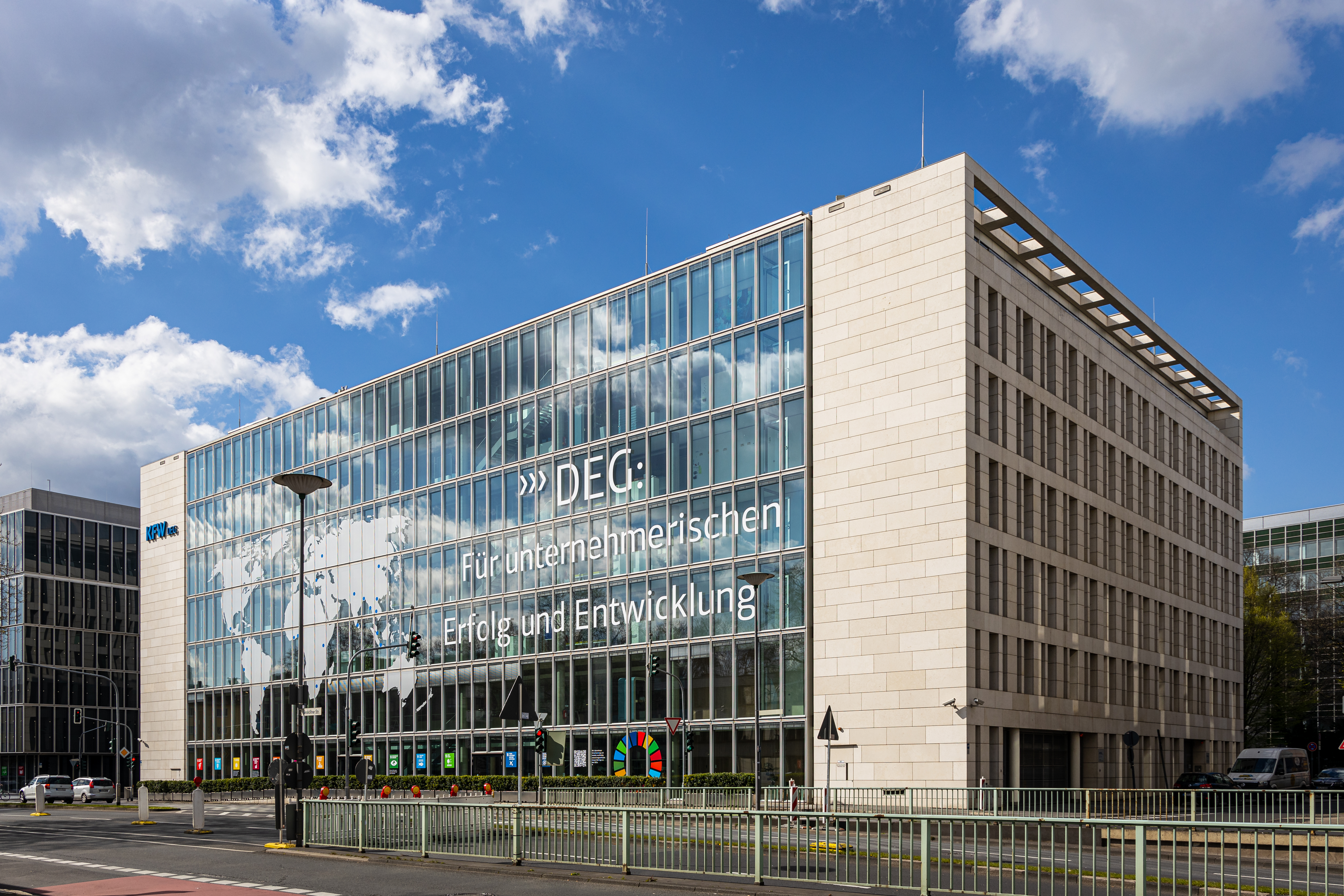
Zentrale der DEG, Ansicht von der Nord-Süd-Fahrt aus

Historisches Logo des Unternehmens

Die DEG – Deutsche Investitions- und Entwicklungsgesellschaft mbH (kurz DEG) finanziert als Entwicklungsbank Investitionen privater Unternehmen in Entwicklungsländern und Schwellenländern und ist eine hundertprozentige Tochtergesellschaft der KfW Bankengruppe.

## Geschichte
Die DEG wurde am 14. September 1962 von dem damaligen Bundestagsabgeordneten und späteren Bundespräsidenten Walter Scheel gemeinsam mit dem damaligen schleswig-holsteinischen Ministerpräsidenten Kai-Uwe von Hassel als bundeseigene Gesellschaft (ursprünglich firmierend als Deutsche Gesellschaft für wirtschaftliche Zusammenarbeit mbH) gegründet. Sitz der DEG ist Köln, seit ihrer Gründung bis 2008 hatte sie ihren Sitz in Köln-Müngersdorf. Im September 2008 bezog die DEG ihre neue Unternehmenszentrale in der Kölner Innenstadt, Kämmergasse 22 (Nord-Süd-Fahrt). Im September 2017 wurde ein Erweiterungsbau mit zusätzlichen 120 Büroplätzen in der Agrippastraße fertiggestellt.
Seit ihrer Unternehmensgründung im September 1962 befand sie sich im Besitz des Bundes, im Juni 2001 wurde sie eine hundertprozentige Tochtergesellschaft der KfW. Durch die Übernahme entstanden neben Refinanzierungsvorteilen auch strategische Standortvorteile durch den Zugang zu damals 70 Außenbüros. Heute ist die DEG außerhalb von Deutschland an 18 Standorten vertreten. Darunter fallen auch 12 eigene Außenbüros die weltweit in Bangkok, Peking, Istanbul, Jakarta, Johannesburg, Lagos, Lima, Mexiko-Stadt, Nairobi, Neu-Delhi, Sao Paulo und Singapur angesiedelt sind.
Im Jahr 2020 wurde mit der DEG Impact GmbH die erste DEG eigene Tochter gegründet, die den Fokus auf Beratung legt.

## DEG Impulse gGmbH
Zwei Jahre später startete am 1. September 2022 die Impulse gGmbH als zweite Tochter den Betrieb. Die DEG Impulse bietet Programmlösungen für entwicklungspolitische und wirtschaftliche Herausforderungen von Unternehmen an. Mit den Programmen develoPPP, Business Support Services (BSS) sowie durch Leistungen der Agentur für Wirtschaft & Entwicklung (AWE) und des Helpdesks Wirtschaft & Menschenrechte erhalten Unternehmen Beratungen und Förderungen für ihre Vorhaben in Entwicklungs- und Schwellenländern.
Mit dem Förderprogramm develoPPP unterstützt die DEG Impulse im Auftrag des Bundesministeriums für wirtschaftliche Zusammenarbeit und Entwicklung (BMZ) Maßnahmen von deutschen, europäischen und lokalen Unternehmen, die sich langfristig und nachhaltig in einem Zukunftsmarkt engagieren und dabei ihr unternehmerisches Engagement nachhaltig gestalten wollen. Neben der DEG Impulse steht auch die Deutsche Gesellschaft für Internationale Zusammenarbeit (GIZ) GmbH als Durchführungspartner zur Verfügung. Mit develoPPP Ventures fördert die DEG Impulse junge Unternehmen bei ihren Skalierungsvorhaben in ausgewählten Ländern Subsahara-Afrikas.

## Aufgaben und Produkte
Die Aufgabe der DEG ist es, privatwirtschaftliche Strukturen in Entwicklungs- und Schwellenländern durch langfristige Projekt- und Unternehmensfinanzierung zu fördern, um dadurch die Grundlage für ein nachhaltiges Wirtschaftswachstum und eine dauerhafte Verbesserung der Lebensbedingungen zu schaffen. Dabei ist sie spezialisiert auf Unternehmens- und Projektfinanzierungen in Afrika, Asien, Lateinamerika sowie in Mittel-, Ost- und Südosteuropa. Die Finanzierungen werden zu marktorientierten Konditionen gewährt. Die Finanzprodukte umfassen
- langfristige Darlehen,
- Beteiligungskapital (englisch equity-financing),
- Mezzanine-Finanzierungen,
- Garantien,
- Begleitmaßnahmen (Business Support Services).

Zu den Kunden der DEG zählen Unternehmen, Finanzinstitute, Fonds sowie Projektfinanzierer (private Unternehmen, die in Vorhaben im Infrastruktursektor investieren).
Seit 2017 betreibt die DEG in Zusammenarbeit mit dem Deutschen Industrie- und Handelskammertag (DIHK) und lokalen Partnerbanken „German Desks“ in Bangladesch, Ghana, Indonesien, Kenia, Nigeria und in Peru. Die Bankmitarbeiter vor Ort unterstützen mittelständische deutsche Unternehmen und überbrücken kulturelle und sprachliche Barrieren.
Zusätzlich bietet die DEG auch Beratungsdienstleistungen an. Diese setzt die DEG für investierende Unternehmen als auch für Institutionen ein, die die Förderung der privatwirtschaftlichen Zusammenarbeit in den Partnerländern zum Ziel haben.
Ergänzend unterstützt die DEG unter dem Namen „develoPPP.de“ im Rahmen eines speziellen vom Bundesministerium für wirtschaftliche Zusammenarbeit und Entwicklung (BMZ) aufgelegten Programms für Entwicklungspartnerschaften mit der Wirtschaft, investitionsvorbereitende und -begleitende Maßnahmen. Zielgruppe sind deutsche und europäische Unternehmen sowie Unternehmen in Entwicklungs- und Schwellenländern, an denen in der EU registrierte Unternehmen oder europäische Staatsangehörige mindestens 25 Prozent der Unternehmensanteile halten. Die PPP-Mittel werden vor allem für Projekte im Umweltschutz, in der Aus- und Weiterbildung, in der Arbeitsplatzsicherheit und für herausragende Pilotvorhaben bereitgestellt.
Die DEG wendet bei all ihren Finanzierungen die "IFC Performance Standards" inklusive der dazu gehörigen Richtlinien zu "Environmental, Health and Safety" an. Die von der International Finance Corporation (IFC) entwickelten IFC Performance Standards sind in der internationalen Entwicklungsfinanzierung der am weitesten verbreitete Beurteilungsmaßstab.
Damit Einzelpersonen, Organisationen und andere Parteien, die der Meinung sind, dass sie durch ein von der DEG finanziertes Vorhaben beeinträchtigt werden, angehört werden und eine Beschwerde einreichen können, hat die DEG ein unabhängiges Beschwerdeverfahren ("Independent Complaints Mechanism") entwickelt. Ein unabhängiges Gremium, das "Independent Expert Panel", entscheidet über die Zulässigkeit der einzelnen Beschwerden und ist für die weitere Bearbeitung zuständig.

## Beitrag zu den SDGs
Als Teil der Entwicklungszusammenarbeit der Bundesrepublik Deutschland unterstützt die DEG die Agenda 2030 mit den Zielen für Nachhaltige Entwicklung (SDGs) der UN, darunter insbesondere die Reduzierung der Armut durch die Förderung von Beschäftigung und Einkommen in entwicklungsschwachen und ländlichen Räumen. Die von der DEG im Jahr 2017 mitfinanzierten Unternehmen generieren jährlich 67 Milliarden Euro lokales Einkommen und schafften bzw. sicherten 1,5 Millionen Arbeitsplätze. 72 % der DEG-Kunden tragen durch ihre Tätigkeit aktiv zur Armutsverringerung (SDG Nr. 1) bei, 88 % der DEG-Kunden zu menschenwürdiger Arbeit und Wirtschaftswachstum (SDG Nr. 8).

## Rechtsfragen
Die DEG ist ein Kreditinstitut im Sinne des § 1 Abs. 1 KWG. Die Bundesanstalt für Finanzdienstleistungsaufsicht (BaFin) hat die DEG mit Freistellungsbescheid gemäß § 2 Abs. 4 KWG teilweise von den Vorschriften des KWG widerruflich befreit. Gleichwohl wendet die DEG die relevanten Normen des KWG, insbesondere die Mindestanforderungen an das Risikomanagement (BA) im Wesentlichen sinngemäß an.

## Kooperationen
Die DEG koordiniert ihre Fördertätigkeit eng mit anderen europäischen Entwicklungsfinanzierungsorganisationen, die sich insbesondere unter dem organisatorischen Dach der EDFI (Europäische Entwicklungsfinanzierungsinstitutionen) zusammengeschlossen haben. Ferner gehört zu den engen Kooperationspartnern der DEG die Weltbanktochter Internationale Finanz-Corporation (IFC), die osteuropäische Entwicklungsbank Europäische Bank für Wiederaufbau und Entwicklung (EBRD) sowie eine Vielzahl lokaler und regionaler Entwicklungsgesellschaften. Ziel dieser Kooperationen ist es, durch Bündelung von Finanzierungskapazitäten und Sachkenntnis eine möglichst große entwicklungspolitische Breitenwirkung und Nachhaltigkeit zu erzielen.

## Kritik und Kontroversen
Eine Folge der WDR-Sendereihe die story setzte sich 2015 kritisch mit dem Handeln der DEG in Sambia auseinander. Bemängelt wurde, dass die DEG Kredite an eine Firma (Zambeef) vergeben habe, ohne zu prüfen, ob die Mittel notwendig seien und ob die Firma nachhaltig damit wirtschafte. Als Hauptvorwurf wurde angeführt, dass die DEG damit indirekt Land Grabbing fördere.
Mit der Veröffentlichung der Pandora Papers wurde publik, dass die DEG von 2014 bis 2021 im Rahmen der Entwicklungshilfe Kredite an elf Banken in der Steueroase Panama in Höhe von rund 250 Millionen US-Dollar vergeben hat. Kritiker werfen der Bank vor, mit ihrer Finanzierung von Bankenjobs keine Entwicklungshilfe zu betreiben.
2023 berichteten die Investigativmedien Correctiv und El Surtidor, dass die DEG zwischen 2013 und 2020 die Abholzung von mehreren tausend Hektar Wald in Chaco, Paraguay, zugunsten einer Rinderfarm und einer Eukalyptusplantage des Lebensmittelkonzerns PAYCO finanzierte, obwohl dies in eindeutigen Widerspruch zum sozialökologisch orientierten Finanzierungsauftrag der Bank stehe. Das Investitionsvolumen betrag demnach 40 Millionen Euro. Laut des zitierten Volkswirts Peter Wolff habe die Förderbank allgemein Probleme, „überhaupt gute Projekte zu finden, an denen man einen entwicklungspolitischen Impact zeigen kann“. Das zuständige Bundesentwicklungsministeriums dementierte den attestierten Handlungsbedarf und verwies auf die Mobilisierung privater Finanzmittel als Beitrag zu Nachhaltigkeits- und Klimaschutzzielen.
Die Menschenrechtsorganisationen ECCHR und FIAN klagten 2022 gegen das Vorenthalten relevanter Dokumente, nachdem die Bank sich als privatrechtliche Körperschaft und nicht rechenschaftspflichtig bezeichnet hatte. Nach einem Urteil des Verwaltungsgerichts Frankfurt müssen angefragte Dokumente jedoch über die KfW gemäß Informationsfreiheitsgesetz (IFG) offengelegt werden.